# Sara Sampaio
Sara Pinto Sampaio (Porto, 21 de julho de 1991) é uma supermodelo portuguesa.
Angel da Victoria's Secret, é uma das mais prestigiadas modelos internacionais e das personalidades portuguesas mais conhecidas online - acumulando mais de 8 milhões seguidores no Instagram e cerca de 2,5 milhões no Facebook.

## Carreira

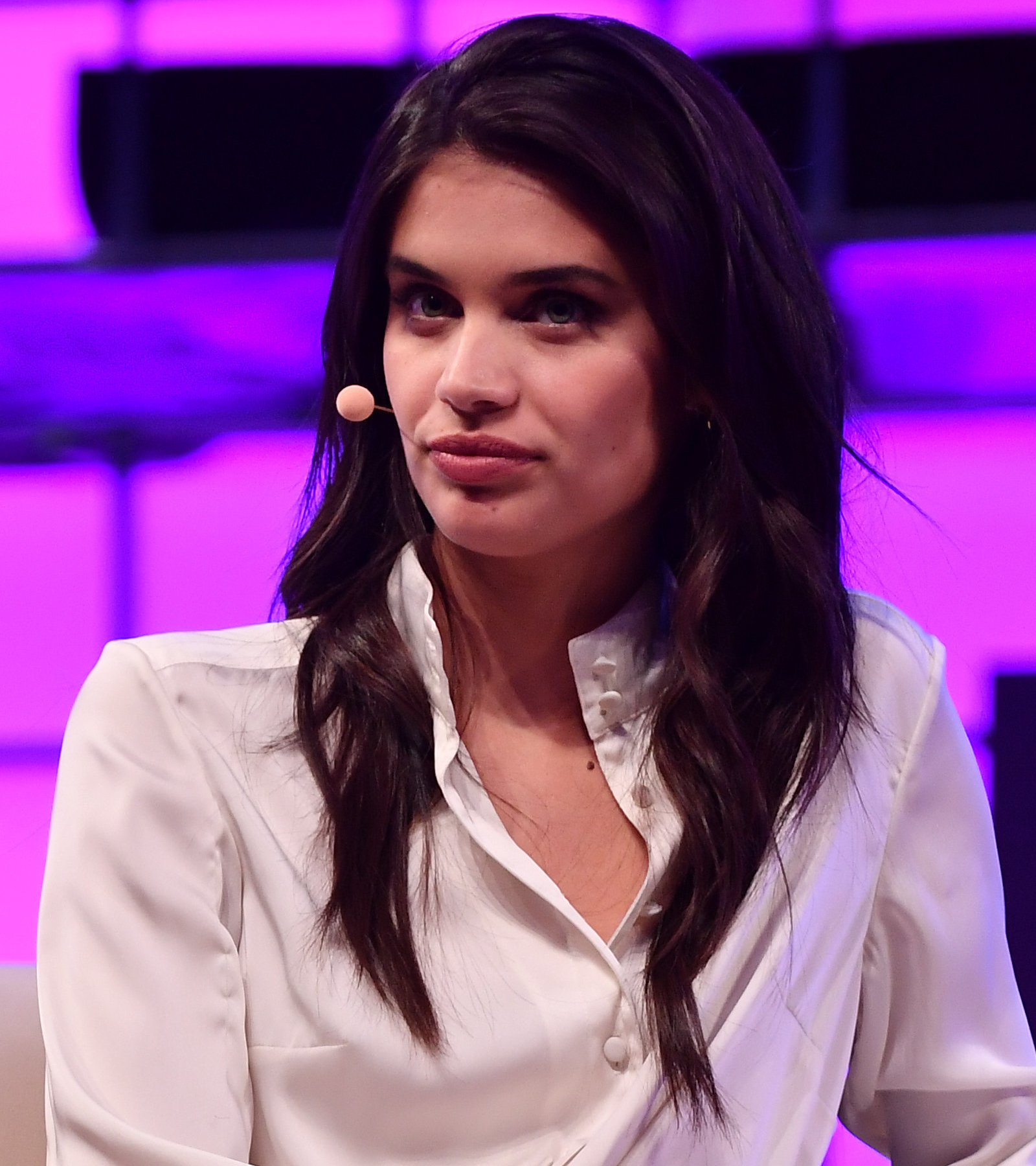
Sara Sampaio na Web Summit de 2017.

Sara Sampaio tornou-se conhecida após vencer o concurso Cabelos Pantene 2007. Foi fotografada para as revistas Vogue, Glamour, Harper's bazaar, Numéro, Paper, GQ, Elle e a Biba francesa, bem como para a revista Elle espanhola. Em 2012 é capa de abril da Vogue portuguesa e escolhida para ser a representante da campanha internacional Calzedonia Mar Verão 2012, cujas fotografias são feitas por Raphael Mazzucco na Grécia e na Jamaica. Aparece também na campanha da Replay F/W 11.12, a par com Irina Shayk, e na campanha da Blumarine F/W 11.12, com Adriana Lima. Em 2013 aparece na primeira edição do ano da revista GQ portuguesa, onde é apresentada como a "oitava maravilha do mundo".
Em novembro de 2013 vence uma prova de seleção de manequins para desfilar para a Victoria´s Secret. Assim, a 13 de novembro, participa pela primeira vez no desfile no espetáculo anual em Nova Iorque, após ter integrado campanhas fotográficas para a linha Pink da marca. Depois de se tornar na primeira manequim nascida em Portugal a participar no desfile anual da marca de lingerie, Sara Sampaio é eleita modelo revelação de 2013 pela revista espanhola Hola!.
Em fevereiro de 2014 é fotografada para Sports Illustrated Swimsuit Issue, tornando-se a primeira modelo portuguesa a ilustrar as páginas da conceituada revista americana, ao lado de modelos como Lily Aldridge, Nina Agdal, Irina Shayk e Kate Upton, entre outras. Vence também na votação desse ano o título de Rookie of the Year 2014 ("modelo estreante revelação do ano"). Ainda em 2014, volta a desfilar para a Victoria's Secret e também para a marca Moschino.
No início de Fevereiro de 2015 é, mais uma vez, uma das caras da Sports Illustrated Swimsuit. No mesmo ano é adicionada ao grupo restrito das Victoria's Secret Angels Ainda em 2015, a revista Maxim assinala o 20.º aniversário da marca Victoria's Secret e inclui Sampaio na publicação da lista das "20 Angels mais bonitas de sempre".
Em 2016 é, pela primeira vez, capa de uma revista nos Estados Unidos. A edição americana de maio da revista Maxim, revela na capa a modelo nua dentro de água fotografada por Gilles Bensimon. Também nesse mês é capa da Vogue espanhola, juntamente com outros anjos da Victoria's Secret.
Em 2016, protagoniza o videoclipe de "Chainsaw", de Nick Jonas, e em 2017 apareceu no videoclipe de "2U", de David Guetta com Justin Bieber.
Em 2018, participa no filme Carga, realizado por Bruno Gascon.

## Prémios
- Melhor Modelo feminino, Globos de Ouro de 2011[17]
- Melhor Modelo feminino, Globos de Ouro de 2012[18]
- Melhor Modelo feminino, Globos de Ouro de 2014[17]
- Melhor Modelo feminino, Globos de Ouro de 2015[17]
- Melhor Modelo feminino, Globos de Ouro de 2016
- Moda - Personalidade do Ano, Globos de Ouro de 2019
- Melhor Modelo feminino, Vogue Portugal Fashion Awards 2011[19]
- Melhor Modelo feminino, Vogue Portugal Fashion Awards 2012[20]
- Modelo revelação de 2013 pela revista Hola![8]
- Sports Illustrated Swimsuit Issue 2014 Rookie of the Year[21]